# Les Corts (Barcelona)
Les Corts ist der vierte der zehn Stadtbezirke der katalanischen Hauptstadt Barcelona. Seine Grundfläche von 6,02 Quadratkilometern macht ihn zum drittkleinsten, und mit einer Einwohnerzahl von circa 83.000 belegt er den letzten Platz verglichen mit den anderen Stadtbezirken. Seine Bevölkerungsdichte von etwa 13.800 Einw./km² liegt etwas unter dem gesamtstädtischen Durchschnitt.
Auf dem Gebiet des Stadtbezirks finden sich für die Stadt Barcelona bedeutende Einrichtungen und Gebäude, wie zum Beispiel das Fußballstadion Camp Nou, das Universitätsgelände Zona Universitària, das Kloster Pedralbes oder ausgedehnte Dienstleistungsparks entlang der Avinguda Diagonal.

## Geografie und Stadtbezirksgliederung
Der Stadtbezirk Les Corts grenzt im Norden an den Bezirk Sarrià-Sant Gervasi, im äußersten Osten an den Eixample und im Südosten an den Stadtbezirk Sants-Montjuïc. Im Süden grenzt Les Corts an die im Landkreis Barcelonès gelegene Stadt L’Hospitalet de Llobregat, sowie im Westen an die im Landkreis Baix Llobregat gelegenen Städte Esplugues de Llobregat und Sant Just Desvern, die baulich allesamt nahtlos ineinander übergreifen.

Die drei Stadtteile von Les Corts

Der Stadtbezirk gliedert sich in drei Stadtteile und zehn Nachbarschaften.
| Code | Name                       | Einwohner (2015) | Fläche (ha) | Einwohnerdichte (Personen/ha) | Nachbarschaft                                                 |
| ---- | -------------------------- | ---------------- | ----------- | ----------------------------- | ------------------------------------------------------------- |
| 19   | Les Corts                  | 46.086           | 141,3       | 326                           | Camp de la Creu Camp Vell Can Batllori Can Sol de Baix Centre |
| 20   | La Maternitat i Sant Ramon | 23.845           | 190,3       | 125                           | Can Bacardí Sant Ramon                                        |
| 21   | Pedralbes                  | 11.763           | 270,2       | 44                            | Zona Universitària La Mercè Pedralbes                         |
| IV   | Les Corts                  | 81.694           | 601,8       | 136                           |                                                               |

Der heutige Stadtteil  Pedalbres gehörte bis 1984 noch zu Sarrià. Er ist benannt nach dem 1326 gegründeten Kloster von Pedralbes.  aus dem 14. Jahrhundert. Die  Güell Pavillons, erbaut 1887 von Antoni Gaudí, sind heute im Besitz der Universität Barcelona. Der Palau Reial de Pedralbes in der Mitte einer großen Gartenanlage ist ein ehemaliger königlicher Palast, von 1919 bis 1931 war er der Wohnsitz der spanischen Königsfamilie bei Besuchen in Barcelona, seit 2009 ist es der Sitz des Generalsekretariats der Mittelmeerunion. Der Straßen-Rundkurs Circuit de Pedralbes war von 1946 bis 1957 eine Motorsport-Rennstrecke, damals noch außerhalb von Barcelona gelegen.